# The Flame of the Yukon
Pour plus de détails, voir Fiche technique et Distribution.
The Flame of the Yukon est un film américain sorti en 1926 et réalisé par George Melford. C'est un remake du film L'Idole de l'Alaska (The Flame of the Yukon) sorti 1917 avec Dorothy Dalton.

## Fiche technique
- Réalisation : George Melford
- Scénario : Finis Fox (adaptation), Will M. Ritchey d'après une histoire de Monte Katterjohn
- Production : 	Metropolitan Pictures Corporation of California
- Photographie : David Kesson, Joseph LaShelle (assistant)
- Distributeur : Producers Distributing Corporation (PDC)
- Genre : Mélodrame[1]
- Durée : 6 bobines
- Date de sortie : 30 août 1926

## Distribution
- Seena Owen : The Flame
- Arnold Gray : George Fowler
- Matthew Betz : Black Jack Hovey
- Jack McDonald : Sour Dough Joe
- Vadim Uraneff : Solo Jim
- Winifred Greenwood : Dolly